# Hippodrome de Tlemcen
L′hippodrome de Tlemcen a été créé entre le VIIIe siècle et le XIVe siècle, pendant l'époque almohade. Il est situé en dehors de Bab Kasud, entre Tlemcen et Mansourah, dans l'actuelle Algérie.
D'après Jennifer Vanz, sa présence à côté du sihrig (grand bassin) plaide pour une fonction destinée à la mise en scène des apparitions du souverain. De plus, selon Yahya Ibn Khaldoun, le souverain Abû Tâshfîn fut proclamé sultan le jeudi 23 de djomada 1er de l'an 718 après l'hégire (1318 ap. J.-C.) dans cet hippodrome, en dehors de la porte de kachoutah. Son fils Moulay abou-Thâbit s'est aussi mis en scène sur cet hippodrome
La présence de cet hippodrome en dehors des murs de la ville est décrite par les poètes comme un symbole de pouvoir. Les Mérinides l'ont occupé avec leur armée pendant une tentative de siège de Tlemcen, en 1314-1315, forçant le souverain Abou Hammou Moussa Ier à s'abriter derrière les remparts de la ville,.
Le vétérinaire colonial français Eugène Aureggio témoigne que cet hippodrome était encore en service en 1890, en recevant des courses de chevaux. Durant les années 1950, sa piste est utilisée pour l'aviation civile et militaire, faute de présence d'un aérodrome à Tlemcen.
Il a désormais disparu, probablement remplacé par une caserne militaire. Il ne reste que des traces ténues de la présence passée de cet hippodrome. 